# Implosief
Een implosief is een spraakklank die ontstaat door gelijktijdig met het openen van de mondholte lucht naar binnen te zuigen. Bezien vanuit de fonetiek gaat het om een plosief (soms een affricaat) met een gemengd glottaal ingressief en pulmonisch-egressief luchtstroommechanisme. De luchtstroom bij het uitspreken van een implosief wordt gecontroleerd door de glottis naar beneden te richten, en de lucht uit de longen te stoten. In tegenstelling tot een ejectief, kan een implosief worden gemodificeerd door articulatie.
Implosieven komen in ongeveer 13% van de wereldtalen voor. Ze zijn vooral terug te vinden in Afrikaanse talen en de Austroaziatische talen van Zuidoost-Azië.
In het Internationaal Fonetisch Alfabet worden implosieven weergegeven door de tekens van de stemhebbende plosieven wat aan te passen: [ɓ ɗ ʄ ɠ ʛ].
Deze pagina bevat fonetische informatie in het IPA, die in sommige browsers mogelijk niet correct wordt weergegeven.
Waar symbolen in paren voorkomen, vertegenwoordigt het rechter teken een stemhebbende medeklinker. Gearceerde gebieden bevatten medeklinkers die worden beschouwd als onuitspreekbaar.
Zie ook: IPA, Klinkers